# Krišjānis Rēdlihs
Krišjānis Rēdlihs (* 15. Januar 1981 in Riga, Lettische SSR) ist ein lettischer Eishockeyspieler, der seit 2019 für den HK Kurbads in der lettischen Eishockeyliga als Verteidiger spielt.

## Karriere
Krišjānis Rēdlihs begann stammt aus dem Nachwuchs von Dinamo Riga, für dessen Nachfolgeverein Dinamo '81 er in der Saison 1998/99 das erste Mal in der lettischen Eishockeyliga spielte. Ab 1999 spielte er drei Jahre lang für den HK Liepājas Metalurgs in der East European Hockey League und der lettischen Eishockeyliga. Im April 2002 wurde er überraschenderweise in die lettische Nationalmannschaft für die Eishockey-Weltmeisterschaft berufen. Im Sommer des gleichen Jahres wurde er beim NHL Entry Draft 2002 von den New Jersey Devils in der fünften Runde an 154. Stelle ausgewählt. Schon ab der folgenden Spielzeit wurde er von den Devils in deren Farmteam, den Albany River Rats, in der American Hockey League eingesetzt und gab am 12. Oktober 2002 sein AHL-Debüt.

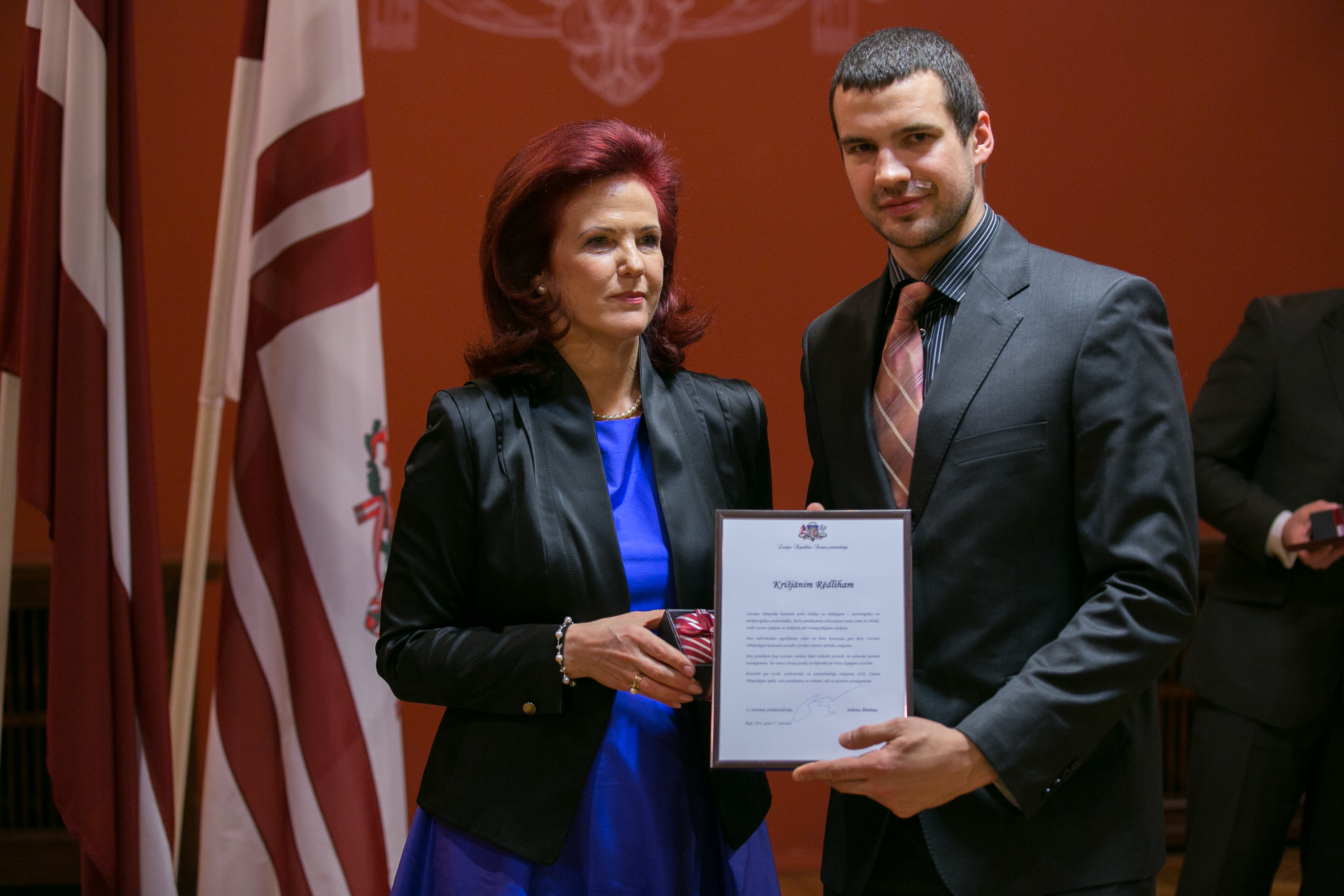
Solvita Āboltiņa (li, Vorsitzende der Saeima) und Krišjānis Rēdlihs (2014)

In seinem zweiten Jahr in Albany wurde er mit 19 Scorerpunkten zweitbester Verteidiger der River Rats. Während der Saison 2004/05 verletzte er sich am Handgelenk, so dass er die restlichen 31 Saisonspiele verpasste. Im März 2006 wurde er von den Devils in den NHL-Kader berufen, allerdings in keinem NHL-Spiel eingesetzt. Da er sich nicht für einen Vertrag in der NHL empfehlen konnte, wechselte Rēdlihs im Sommer 2006 zum HC Fribourg-Gottéron in die Schweizer Nationalliga A und später zu Amur Chabarowsk nach Russland.
Im Sommer 2007 wurde er zunächst vom Linköpings HC aus der schwedischen Elitserien verpflichtet, wechselte aber bereits nach 15 Spielen in Schweden zu den Hamburg Freezers aus der DEL. Ab der Saison 2008/09 spielte er für Dinamo Riga in der Kontinentalen Hockey-Liga und gehörte letztlich zehn Jahre zum KHL-Kader von Dinamo, ehe er 2018 keinen neuen Vertrag erhielt. Bis dahin hatte er 136 Scorerpunkte (37 Tore und 99 Vorlagen) in 449 Spielen für Dinamo gesammelt.
Zu Beginn der Saison 2018/19 spielte er für den HK Kurbads in der lettischen Eishockeyliga. Im Oktober 2018 erhielt er einen Vertrag bei Kunlun Red Star und absolvierte 12 KHL-Partien für den Klub. Zur Saison 2019/20 kehrte er zum HK Kurbads zurück.

### International
Krišjānis Rēdlihs begann seine internationale Karriere in der U18-Junioren-Nationalmannschaft, mit der er an der U18-Weltmeisterschaft 1999 (in der Europa-Division) teilnahm.
Am 10. April 2002 debütierte er für die lettische Herren-Nationalmannschaft, mit der in den folgenden Jahren an einer Vielzahl von internationalen Turnieren teilnahm. Dazu gehörten die Weltmeisterschaften 2002, 2003, 2004, 2005, 2008, 2009, 2011, 2012, 2013 und 2015.
Außerdem wurde er in den Kader für die Olympischen Winterspiele 2006 in Turin berufen, wo Lettland den zwölften Rang belegte. Drei Jahre später qualifizierte er sich mit dem Nationalteam beim Qualifikationsturnier für die Olympischen Winterspiele 2010 und belegte beim olympischen Turnier in Vancouver den zwölften Platz. Eine weitere Olympiateilnahme folgte bei den Winterspielen 2014 in Sotschi, bei denen Lettland den achten Platz erreichte.
Insgesamt hat Širokovs bis Februar 2019 145 Länderspiele absolviert, in denen er 10 Tore erzielte und 19 weitere vorbereitete.

## Karrierestatistik
(Legende zur Spielerstatistik: Sp oder GP = absolvierte Spiele; T oder G = erzielte Tore; V oder A = erzielte Assists; Pkt oder Pts = erzielte Scorerpunkte; SM oder PIM = erhaltene Strafminuten; +/− = Plus/Minus-Bilanz; PP = erzielte Überzahltore; SH = erzielte Unterzahltore; GW = erzielte Siegtore; 1 Play-downs/Relegation; Kursiv: Statistik nicht vollständig)

## Familie
Krišjānis Rēdlihs hat zwei jüngere Brüder, die ebenfalls Eishockey spielen: Jēkabs und Miķelis.